# Automatisches Restaurant (Hannover)

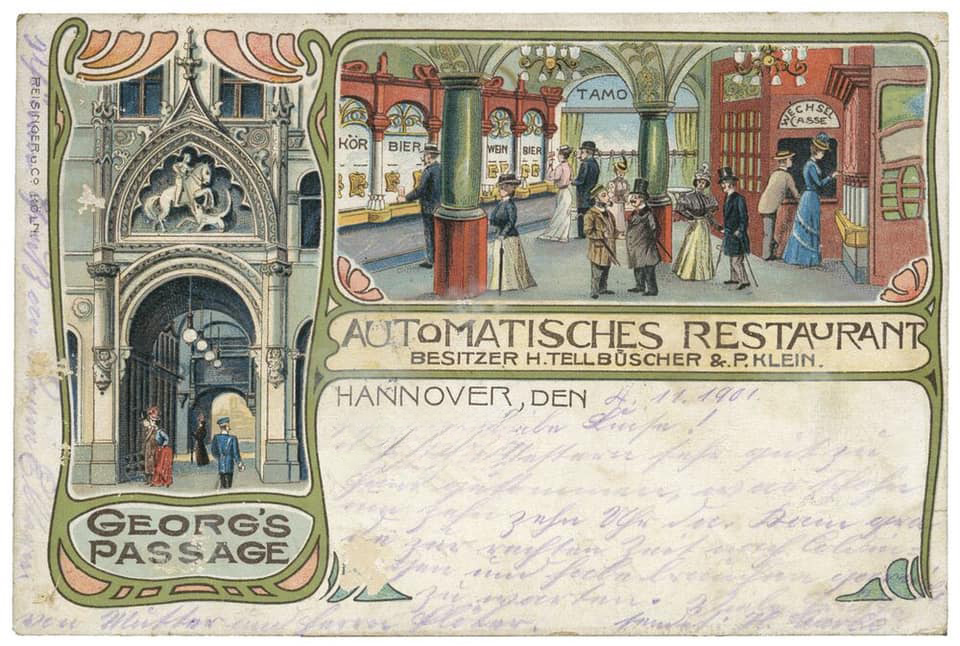
Jugendstil-Ansichtskarte mit gutbürgerlichem Publikum vor der Georgspassage und im Automatischen Restaurant; gedruckt bei Reisinger & Co. in Köln, datiert 1901

Das Automatische Restaurant in Hannover, auch Automatenrestaurant genannt, war ein Anfang des 20. Jahrhunderts in der Georgspassage eröffnetes Automatenrestaurant, in der die vorbereiteten Speisen und Getränke in Selbstbedienung nach Einwurf von Kleingeld aus Verkaufsautomaten entnommen werden konnten. Daneben waren auch andere Automaten wie beispielsweise Guckkästen zur Unterhaltung zahlender Gäste aufgestellt. „Hannovers modernste gastronomische Einrichtung“ mit teils wechselnden Namen diente auch als Veranstaltungsstätte, Ausstellungsort sowie als Treffpunkt für Homosexuelle und bestand bis in die 1940er Jahre.

## Geschichte und Beschreibung
In Hannover waren die ersten Automaten – zunächst für Schokoladen und Bonbons – im Jahr 1887 aufgestellt worden, einer davon im Restaurant des hannoverschen Zoos. Schon im Folgejahr 1888 schrieb das Hannoversche Gewerbeblatt: „Der Automat scheint unser Geschäftsleben nach und nach umzugestalten ... Er verkauft nicht nur Chokolade, Bonbons, Bier, Weine, warme und kalte Speisen, Blumen, Postkarten, Bücher, Billets und tausend andere Dinge, sondern er elektrisirt, putzt Stiefel, zeigt Stereoscopen und photographirt.“

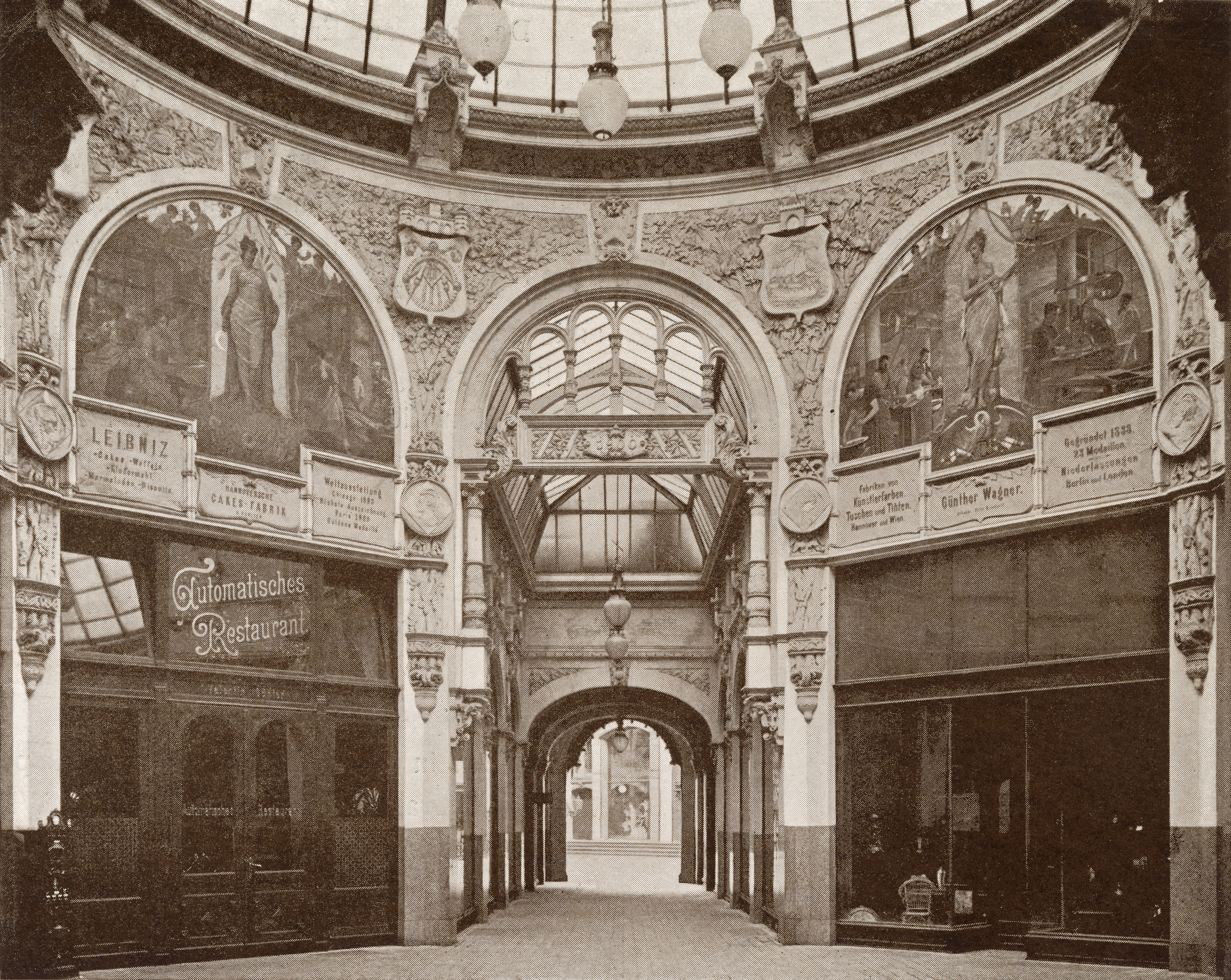
Eingang zum Automatischen Restaurant (links) in der achteckigen Rotunde der Georgspassage; Blick in Richtung Heiligerstraße; punktgerasteter Druck einer Fotografie von Friedrich Reinecke, vor 1904

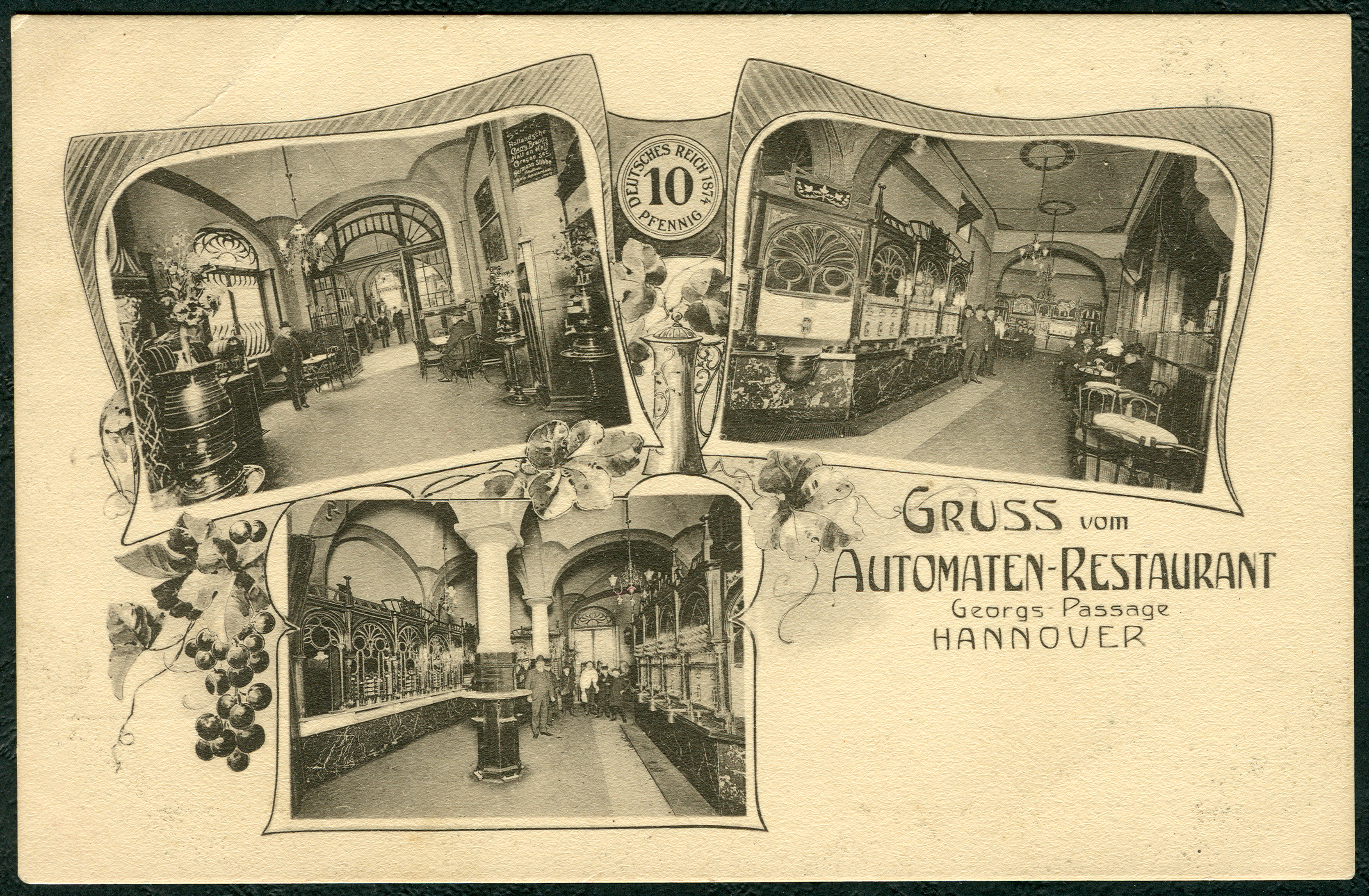
Eine 10 Pfennig-Münze umrahmt von drei Innenansichten und einem „Gruss vom Automaten-Restaurant“; Ansichtskarte von Georg Alpers jun., gestempelt 1912

Nachdem der Schokoladenfabrikant Ludwig Stollwerck über sein Unternehmen Deutsche Automatengesellschaft Stollwerck & Co. (DAG) auf der 1896 in Berlin gezeigten Gewerbeausstellung das erste Automatenrestaurant ausgestellt hatte, folgten Ende des 19. Jahrhunderts entsprechende Einrichtungen etwa in Berlin und München, 1901 auch Aachen und Hannover. Besitzer des hannoverschen „Automat“ Restaurants waren laut einer 1901 von Reisinger & Co. in Köln hergestellten Ansichtskarte anfangs „H. Tellbüscher & P. Klein“.
Nach dem Gang durch die Georgspassage im Drachentöterhaus der Georgstraße bei der sie eine historistisch gestaltete Fassade durchschritten hatten, betraten die Gäste des Automatenrestaurants zunächst eine an den modernen Jugendstil angelehnte Innenausstattung. Dort erlebten sie „eine künstliche Welt voller kleiner automatischer Wunder“, denn neben dem Raum mit den in Automatenrestaurants üblichen gastronomischen Artikeln bot ein zweiter Raum Vergnügungen „mit zahlreichen rummelplatzartigen Apparaten“. Neben einem per Münze und einer Kurbel in Bewegung zu setzenden Guckkasten mit holprigen Slapstick-Filmen gab es beispielsweise Schießstände, die „zur Selbstbe(s)tätigung“ ermunterten. Ein rauschender Wasserfall war für jeweils für 10 Pfennig zeitweilig in Gang zu setzen. Daneben gab es zum Beispiel einen künstlichen Vogel, der nach Münzeinwurf „annähernd speziesgerechte Laute“ von sich gab und Natur inmitten urbaner Umgebung vortäuschte. In speziellen Vitrinen wurden mitunter auch Ausstellungen gezeigt.
Eine im Eröffnungsjahr genutzte illustrierte Postkarte der ersten Besitzer zeigt unter anderem Menschen vor Automaten für die Ausgabe alkoholischer Getränke und eine für das notwendige Kleingeld vorgehaltene Wechselkasse.
Im Geschäftsjahr von Mitte 1903 bis Mitte 1904 generierte das Unternehmen einen Umsatz von 43.000 Mark.
Noch zur Zeit des Deutschen Kaiserreichs erhielt die Betreiber des Automatischen Restaurants eine Konkurrenz durch das „Gasthaus Central-Automat“, das in dem in der Schillerstraße nahe dem Hauptbahnhof gelegenen Geschäftshaus Neuhaus eingerichtet worden war.
Zu Beginn der Weimarer Republik arbeitete Hans Grans, der Lebensgefährte des Massenmörders Fritz Haarmann, im automatischen Restaurant.
In der auch von vielen Homosexuellen aufgesuchten Gaststätte trat der Kabarettist, Sänger und Damenimitator Friedrich Schwarz im Zeitraum von 1927 bis 1931 unter seinem Künstlernamen Friedel Schwarz gelegentlich als „Stimmungssänger“ auf. Er wurde zur Zeit des Nationalsozialismus nach der Verschärfung des § 175 für seine sexuelle Ausrichtung als „Gewohnheitsverbrecher“ verurteilt und kam nach Zuchthaus-Verwahrungen 1943 in das Konzentrationslager Neuengamme, wo er bereits nach einem Monat am 3. April 1943 umkam.
Mit den Luftangriffen auf Hannover im Zweiten Weltkrieg wurde das Automaten-Restaurant 1943 zerstört und später nicht wieder in Betrieb genommen.